# Ejemovic Rézinka
Ejemovic Rézinka je dětská opera o jednom dějství českého skladatele Bohumíra Váchala na vlastní libreto podle stejnojmenné povídky českého spisovatele Jaroslava Haška. Premiéru opery uvedl 19. března 2005 soubor Dětská opera Praha v pražském Divadle Kolowrat.

## Vznik, charakteristika a historie
Soubor Dětská opera Praha vznikl roku 1999, spolupracuje s Národním divadlem a uvedl se mezinárodně úspěšnou inscenací dětské opery Brundibár Hanse Krásy. Vzápětí na jeho popud napsali nová díla pro dětské zpěváky někteří zavedení hudební skladatelé: tak vznikly opery Rychlé šípy Evžena Zámečníka (2000), Červená Karkulka Josefa Boháče (2001) a Hry Jana Franka Fischera (2003). Následovala nevelká opera Ejemovic Rézinka, jejímž autorem je skladatel a dlouholetý korepetitor Národního divadla Bohumír Váchal. Námětem opery je krátká stejnojmenná povídka Jaroslava Haška, která vyšla poprvé roku 1908 a je součástí cyklu Dětičky.
Dětská opera Praha uvedla Ejemovic Rézinku ve třech představeních v kombinaci s kantátou Bohuslava Martinů Otvírání studánek, na trvalém repertoáru souboru se však toto dílo neuchytilo.
Bohumír Váchal následně napsal další dětské opery, Podivné věno (premiéra ZUŠ Pečky 2016) a Pekelný omyl.

## Osoby a první obsazení
| osoba                             | hlasový obor | premiéra (19. března 2005)                     |
| --------------------------------- | ------------ | ---------------------------------------------- |
| Pepík                             | dětská role  | Kateřina Oplová / Kateřina Smržová             |
| Paní Nová                         | soprán       | Zuzana Marková / Karolína Žmolíková            |
| Drvota                            | dětská role  | Jakub Hliněnský / Jakub Hofman                 |
| Odsouzenec                        | dětská role  | Anna Filipiová / Michaela Bochňáková           |
| Soudce                            | dětská role  | Kateřina Vošahlíková                           |
| Paní Ejemová                      | alt          | Helena Hálová / Hana Dobešová / Anita Jirovská |
| Andělíček                         | dětská role  | Soňa Novotná                                   |
| Děti                              |              |                                                |
| Dirigent: Tomáš Brauner           |              |                                                |
| Režie: Jiřina Marková-Krystlíková |              |                                                |
| Výprava: Leopold Zeman            |              |                                                |
| Choreografie: Josef Kotěšovský    |              |                                                |

## Děj opery
V chudé rodině podskalského hlídače vorů zemřela malá holčička, Ejemovic Rézinka. Sousedka z ulice paní Nová o tom přemýšlí, zatímco sekýruje svého nezvedeného syna Pepíka: sice nemá o Ejemovic famílii vysoké mínění, ale doslechla se, že paní Ejemová chystá smuteční posezení při kafíčku a koblihách, a ráda by na ně byla pozvána. Dává proto Pepíkovi svaté obrázky a posílá ho, aby je dal Rézince do rakvičky a projevil tak zvláštní soustrast.
Na ulici narazí Pepík na své kamarády, kteří si hrají na četníky a zloděje; právě „soudce“ odsuzuje „odsouzeného“ za krádež k deseti ranám řemenem. Pepík kamarády zlanaří, aby se šli podívat na „mrtvoláka“.
Zvědavé děti dorazí k paní Ejemové, a ta jim děkuje za projevení soucitu. Děti si pak prohlížejí mrtvolku a rakev, do níž dávají svaté obrázky; zejména je zajímá, jestli už Rézince rostou andělská křídla. Při sporu o ukradené jablko se dávají do rvačky, ale když paní Ejemová nakoukne, děti sklopí hlavy a předstírají modlení. Paní Ejemová slzí a vyprovázejíc je, obdaruje každého krejcárkem. A Rézinka-andělíček si o tom všem myslí své.